# آلکمنه

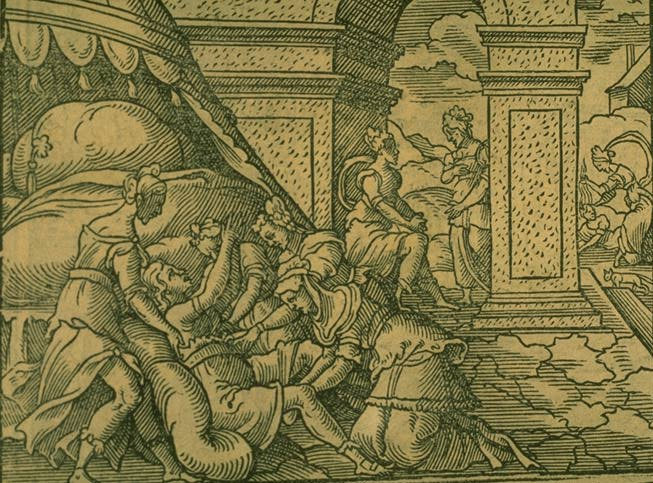
کار آلکمنا. حکاکی توسط ویرژیل سولیس برای دگردیسی های اوید، کتاب نهم، 285-323. فرانکفورت، 1581، فول. 118 ج.، تصویر 5.

آلکمنه (به یونانی: Aλκμήνη، به انگلیسی: Alcmena)، در اسطوره‌های یونان، دختر آلکتروئون و آناکسو است.
همسر پادشاه تیرون‌ها بود. زئوس خود را به شکل آمفیتروئون درآورد و با او هم‌بستر شد. آلکمنه باردار شد و دو پسر دوقلو به دنیا آورد. هراکلس که پدر او زئوس و ایفیکلس که پدرش آمفیتروئون بود.